# Academia Internacional de Heráldica
A Academia Internacional de Heráldica, simultaneamente Heraldicae Internationalis Academy, Académie Internationale Héraldique, Accademia Internazionale di Araldica e Internationale Akademie für Heraldik, é uma instituição privada, sem fins lucrativos, cultural, composta no seio da União Europeia em 2005,.
À Academia Internacional de Heráldica é proposto centralizar a investigação científica e estudos relativos à heráldica, garantindo a mais ampla cooperação internacional possível e a sua divulgação, definindo o seu lugar no sistema moderno de ciências sociais, procurando correlações interdisciplinares, a coordenação das investigações e identificação de tendências.
A realização dos fins culturais e científicos é realizada através de:
- Cooperação com as autoridades e corporações internacionais cultural e académico.
- Criação de prémios que são atribuídos por concurso público, para adjudicação de obras e atitudes compatíveis com esses fins.
- Criação de subsídios e bolsas de estudo nas escolas e académicos.
- Emissão de relatórios, projectos, estudos, avaliações e pareceres sobre matérias da sua escola, seja por opção ou a requerimento da parte legítima.
- Organização e realização de reuniões, cursos, conferências, seminários, fóruns, conferências, simpósios, seminários, etc, que lidar com as questões de interesse, ao invés de informação ou de formação de assistentes.
- Publicação e divulgação de livros, panfletos, revistas e materiais audiovisuais.
- A publicação regular de um boletim da entidade e suas actividades, com a periodicidade a ser determinada.
- Tornar as relações oportunas e adequadas com outras entidades afins de qualquer espécie, incluindo o intercâmbio de informação, documentação e publicações, podendo para o efeito, estabelecer laços de solidariedade e integração, que são consideradas precisas.
- Defender os direitos, interesses, prestígio e bom nome da Academia Internacional de Heráldica, órgãos do governo, e seus membros, para o governo e a opinião pública.
- Quaisquer outras actividades, dentro de sua competência e espírito destes estatutos, a Assembleia Geral concordou, por proposta do Conselho Directivo e em conformidade com as disposições da legislação em vigor.

## Lusitana sedis
- Presidente: Vítor Escudero de Campos
- Secretário-Geral: José Sesifredo Estevéns Colaço
- Tesoureiro: Ernesto Alexandre Ferreira Jordão

Rua Andrade Corvo, nº 21 – 5º Andar 1050-008 Lisboa (Portugal)

## Italica sedis
- Presidente: S.E. Príncipe Don Alberto Giovanelli
- Secretario General: Prof. Salvatore Olivari de la Moneda

Via Valerio Flacco, 11/0 – I-00175 Roma (Itália)

## Hispanica sedis
- Presidente: Excmo.Sr. Senador D. Juan Van Halen y Acedo
- Vicepresidente: Excmo. Sr. D. Antonio Sánchez de León Cotoner
- Secretario General: Excmo. Sr. D. Manuel Mª Rodríguez de Maribona Dávila

Paseo del Pintor Rosales, 60 (1º) – 28023 Madrid – Espanha
- Página da AIH no Facebook